# M'daourouch

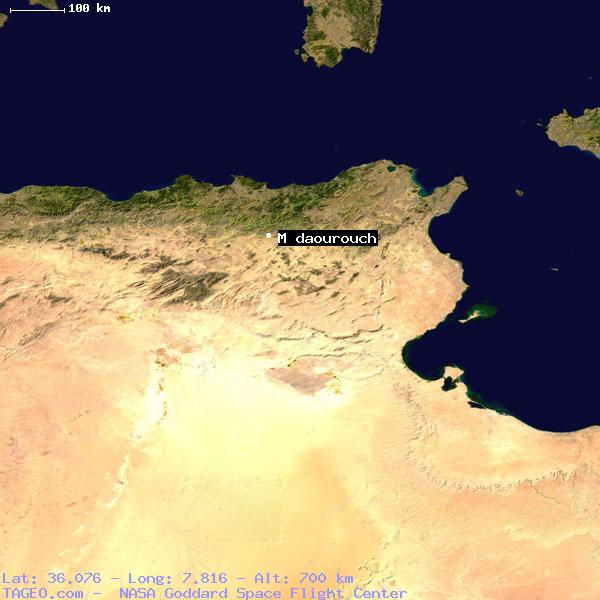
Image satellite de M'daourouch

M'daourouch (en arabe : مداوروش, en berbère ⵎⴷⴰⵡⵔⵓⵛ) Mdaourouch ou Madauros est une commune de la wilaya de Souk Ahras en Algérie, est située à 50 km au sud de Souk Ahras. La ville et son agglomération compte environ 64750[réf. nécessaire] habitants. Elle tient son nom de l'antique ville romano-numide Madauros dont les vestiges se situent à quelques kilomètres. Durant la période coloniale, son nom était Montesquieu.
Madaure est liée à plusieurs personnages historiques importants de la région. Apulée, dont le nom de naissance est Lucius Apuleius, y est né. Saint Augustin, théologien romano-africain et l'un des quatre pères de l'Église, y effectua une partie de ses études.

## Géographie

### Situation
Le territoire de la commune de M'daourouch se situe au centre de la wilaya de Souk Ahras.
| Ragouba       | Tiffech      | Dréa         |
| Ragouba       | M'daourouch  | Dréa         |
| Oum El Adhaim | Oued Keberit | Oued Keberit |

### Climat
Se situant au sud de la wilaya de Souk-Ahras, à environ 40 km et loin du littoral de plus de 100 km, M'daourouch se caractérise par un climat continental rigoureux où les températures varient entre 0 °C en hiver et jusqu'à 42 °C en été.

### Localités de la commune
La commune de M'daourouch est composée de quatorze localités :
- Aïn Beida
- Aïn Gudrane
- Argoub Antar I
- Dhar El Bakhouche
- Draa Bir
- Draa Bir Essedra Esseggira
- El Hedeb
- El Merdja
- Essatha Henchir El Behnia
- Gabel Ledless
- M'daourouch centre Aïn Hadjar
- Madaure
- Ras El Aoune
- Sedra Kebira

## Histoire

### Histoire de Madaure
Madaure, (en latin Madauros ou Madaura) d’où vient le nom de M'daourouch, une ville antique située à 50 km de Thagaste (Souk Ahras) au nord-est du pays dans les Aurès. Successivement berbère, romaine, vandale et byzantine. C'est sur le site d'une ancienne ville numide que la cité romaine de Madaure, fut fondée sous les Flaviens. Mentionnée dès le IIIe siècle, elle ne survécut pas aux invasions arabes du VIIe siècle. On dit qu'elle fut détruite par ses propres habitants à l'instigation de Kahena, la « reine guerrière », elle fit aussi pratiquer la politique de la terre brûlée en vue de dissuader l'envahisseur de s'approprier les terres.
Cette ville était célèbre par son université, l’une des premières – avec Carthage – du continent africain et le mécénat culturel de ses habitants. Ce qui attirait une foule composite d’hommes de lettres, de philosophes, de grammairiens, de mathématiciens et de rhétoriciens. C'est ainsi qu'Apulée, considéré comme l'auteur du premier roman (L'Âne d'or), y naquit vers 123. À l'époque romaine, Madaure était fréquentée par les étudiants surtout pour son université réputée pour son école de philosophie. Parmi eux le philosophe et le théologien Saint Augustin appelé aussi "Augustin d’Hippone" qui y étudiait dès l'âge de 15 ans.
Au XVIe siècle, Madaure devient le siège d'un diocèse catholique, le diocèse de Madaure, qui devient ensuite un siège titulaire.

## Le site antique de Madaure
La visite du site de Madaure permet de reconnaitre

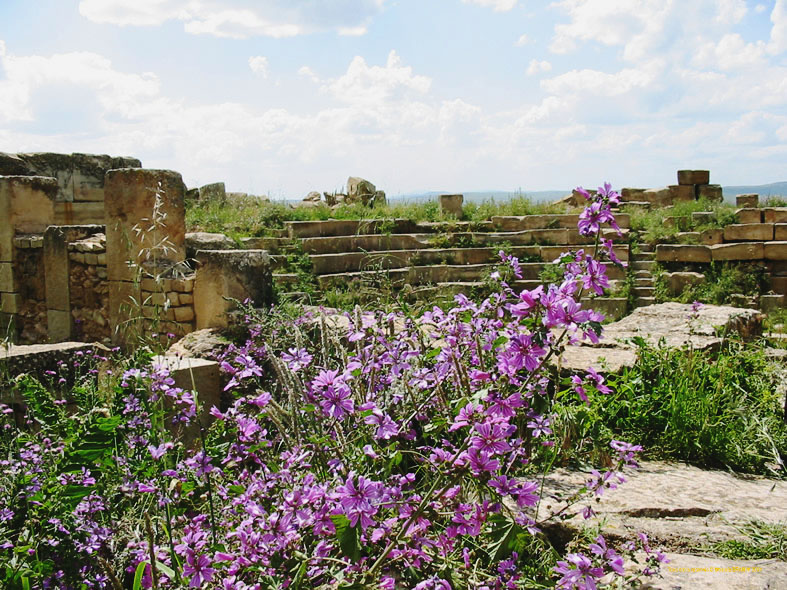
Un mausolée romain avec chambre funéraire au rez-de-chaussée et loge de statue à l'étage[5].
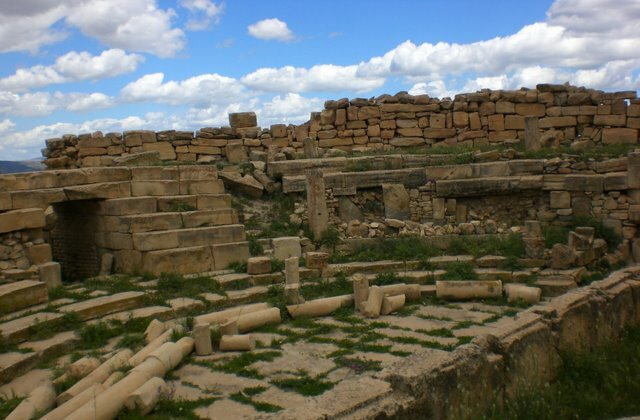
Un théâtre dégagé en 1919 et 1922, est un des plus petits d'Afrique romaine, mesurant 33 mètres sur 20 mètres et n'offrant que huit rangées de sièges. Sa construction, payée par un notable de Madauros, a couté 375 000 sesterces[6], et a été facilité par l'appui fourni par le portique du forum[7]. Il a été modifié par la construction d'une forteresse byzantine édifiée en 535 sous Justinien dont la face Est et une partie de la face Nord sont bien conservées.
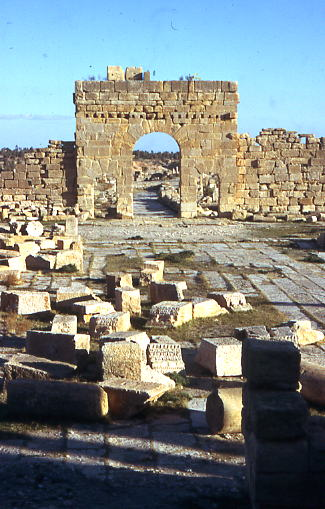
Des thermes.
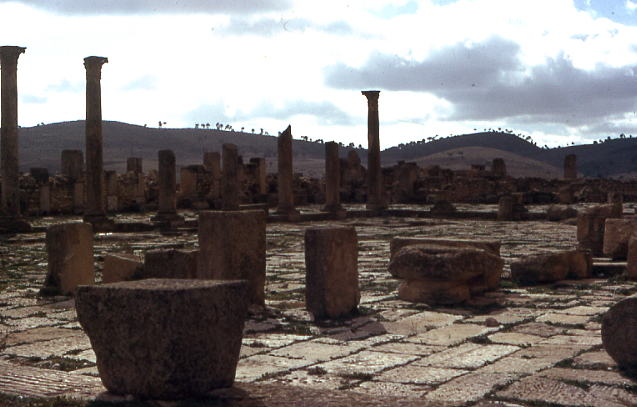
Une basilique chrétienne de l'époque byzantine à trois nefs séparées par une double colonnade.
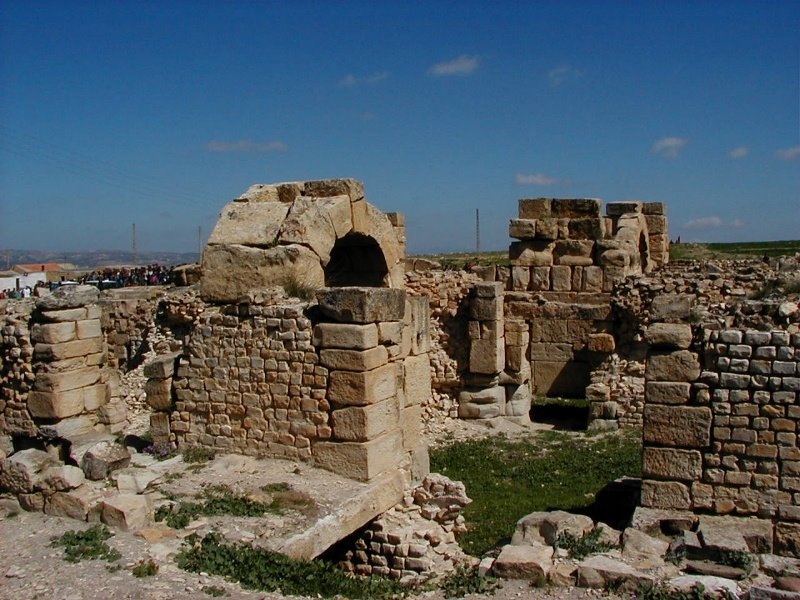
Des huileries qui ont fait la renommée de la cité.

## Personnalités liées à M'daourouch
- Apulée né vers 123 dans une famille aisée de Madaure, son père était duumvir de la cité et devait laisser à son frère et à lui un confortable héritage de 2 000 000 de sesterces[8]. Bien que totalement romain par sa culture et son œuvre, Apulée resta toujours attaché à ses origines, n'hésitant pas à se revendiquer plus tard «mi-numide et mi-gétule ». Saint Augustin a dit de lui : « Chez nous, Africains, Apulée, en sa qualité d'Africain, est le plus populaire»[9]. Son degré d'adhésion à la romanitas fait l'objet d'un débat[10],[11]. Il étudie la rhétorique et la littérature à Madaure, puis à Carthage, et enfin à Athènes, où il s'intéresse à la philosophie néoplatonicienne et au sophisme. Doué d'un talent d'orateur, il devient avocat à Rome avant de mener une carrière de conférencier itinérant dans son pays natal. Parlant aussi bien le latin que le grec, il peut même passer sans problème d'une langue à l'autre au cours du même discours. Au cours d'un de ses voyages, il rencontre à Oea (l'actuelle Tripoli) une riche veuve, Emilia Pudentilla, qu'il épouse, en 156. Accusé par sa belle-famille d'avoir usé de magie, il plaide sa propre cause lors d'un procès à Sabratha en 158 (avec succès : il sera acquitté) et consigne sa plaidoirie dans une Apologie. De son temps, Apulée a été considéré comme un adepte de la magie, voire comme un thaumaturge. C'est surtout un homme doué d'une curiosité exceptionnelle, dans tous les domaines, initié à plusieurs cultes orientaux (dont celui de la déesse Isis) et qui fut peut-être prêtre d'Esculape[12]. Il meurt vers 170.
- Maxime de Madaure, orateur et grammairien latin de la fin du IVe siècle. Amis de saint Augustin aux écoles de Thagaste l'actuelle Souk Ahras en Algérie. Il professa plus tard dans sa ville natale Madaure M'daourouch actuellement, en Numidie. Païen convaincu, mais d'esprit large et tolérant, il resta toujours en bonnes relations avec son ancien condisciple l'évêque d'Hippone, et il lui soumettait ses objections contre le christianisme[13]. Nous possédons aujourd'hui l'une de ces lettres[14].
- Martianus Capella, astronome et écrivain romain né vers 439 à Madaure ou à Carthage selon d’autres historiens. Il est célèbre par son ouvrage encyclopédique intitulé Les Noces de Philologie et de Mercure.
- Bachir Halimi un célèbre scientifique spécialisé en informatique.